# Macrotomoderus
Macrotomoderus is een geslacht van kevers van de familie snoerhalskevers (Anthicidae).

## Soorten
- M. brunnipes Uhmann, 1993
- M. carinatus (Bonadona, 1978)
- M. hirtus Uhmann, 1993
- M. latipennis Pic, 1900
- M. latissimus Uhmann, 1993
- M. macrocephalus Uhmann, 1993
- M. microgracilicollis Telnov, 2007
- M. minor Pic, 1934
- M. niger Pic, 1947
- M. nitens Uhmann, 1993
- M. plumbeus Uhmann, 1993
- M. pseudogracilicollis Telnov, 2007
- M. punctatellus Uhmann, 1993
- M. rufipes Uhmann, 1993
- M. rufofuscus Uhmann, 1993
- M. simulator Telnov, 2007